# Yorkletts
Yorkletts är en ort i grevskapet Kent i sydöstra England. Orten ligger i distriktet Canterbury, cirka 4,5 kilometer sydväst om Whitstable. Tätorten (built-up area) hade 449 invånare vid folkräkningen år 2021.